# Aidia congesta
Aidia congesta là một loài thực vật có hoa trong họ Thiến thảo. Loài này được (Schltr. & K.Krause) Ridsdale mô tả khoa học đầu tiên năm 1996.